# Շ
Sha, o Ša (mayúscula: Շ; minúscula: շ; en armenio: շա) es la vigesimotercera letra del alfabeto armenio. Representa la fricativa postalveolar sorda /ʃ/ en ambos variedades del idioma armenio. Se suele ser romanizado con el dígrafo Sh o la letra Š. Creada por Mesrop Mashtots en el siglo V d. C., tiene un valor numérico de 500.

## Galería

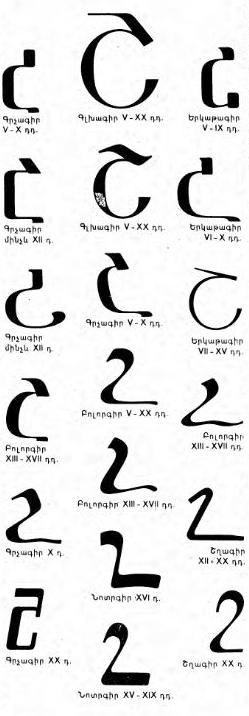
Varias fuentes históricas

Erkat'agir
Grchagir
Bolorgir
Notrgir
Shghagir
Forma tipográfica
Forma manuscrita

## Codificación
| Carácter      | Շ                           | Շ                           | շ                         | շ                         |
| ------------- | --------------------------- | --------------------------- | ------------------------- | ------------------------- |
| Unicode       | ARMENIAN CAPITAL LETTER SHA | ARMENIAN CAPITAL LETTER SHA | ARMENIAN SMALL LETTER SHA | ARMENIAN SMALL LETTER SHA |
| Codificación  | decimal                     | hex                         | decimal                   | hex                       |
| Unicode       | 1351                        | U+0547                      | 1399                      | U+0577                    |
| UTF-8         | 213 135                     | D5 87                       | 213 183                   | D5 B7                     |
| Ref. numérica | &#1351;                     | &#x547;                     | &#1399;                   | &#x577;                   |